# Liga Balcánica

Cambios territoriales producidos como consecuencia de la Primera Guerra Balcánica.

La Liga Balcánica fue una alianza formada por Serbia, Montenegro, Grecia y Bulgaria en 1912 con el fin de destruir los últimos restos del Imperio otomano en el continente europeo.

## Antecedentes
La Liga nació de forma un tanto improvisada, como reacción frente a la fácil derrota de los otomanos en la guerra ítalo-turca de 1911-12, un hecho que les costó Libia y el Dodecaneso. Los Estados balcánicos vieron una oportunidad inmejorable para atacar al enemigo turco, aturdido y sumido en el caos interno tras la derrota, para así conseguir finalmente los territorios que sus sectores más nacionalistas ansiaban. Los contactos fueron decisivamente agilizados por la implicación de agentes rusos en la trama, quienes pretendían aumentar la influencia de su propio país en la zona, para disgusto y temor por igual de su principal competidor, el Imperio austrohúngaro, y su más firme aliada, Francia; ambas potencias se encontraron sorprendentemente unidas en un llamamiento a la calma dirigido a los países balcánicos, pero estos no las escucharon.

## La alianza

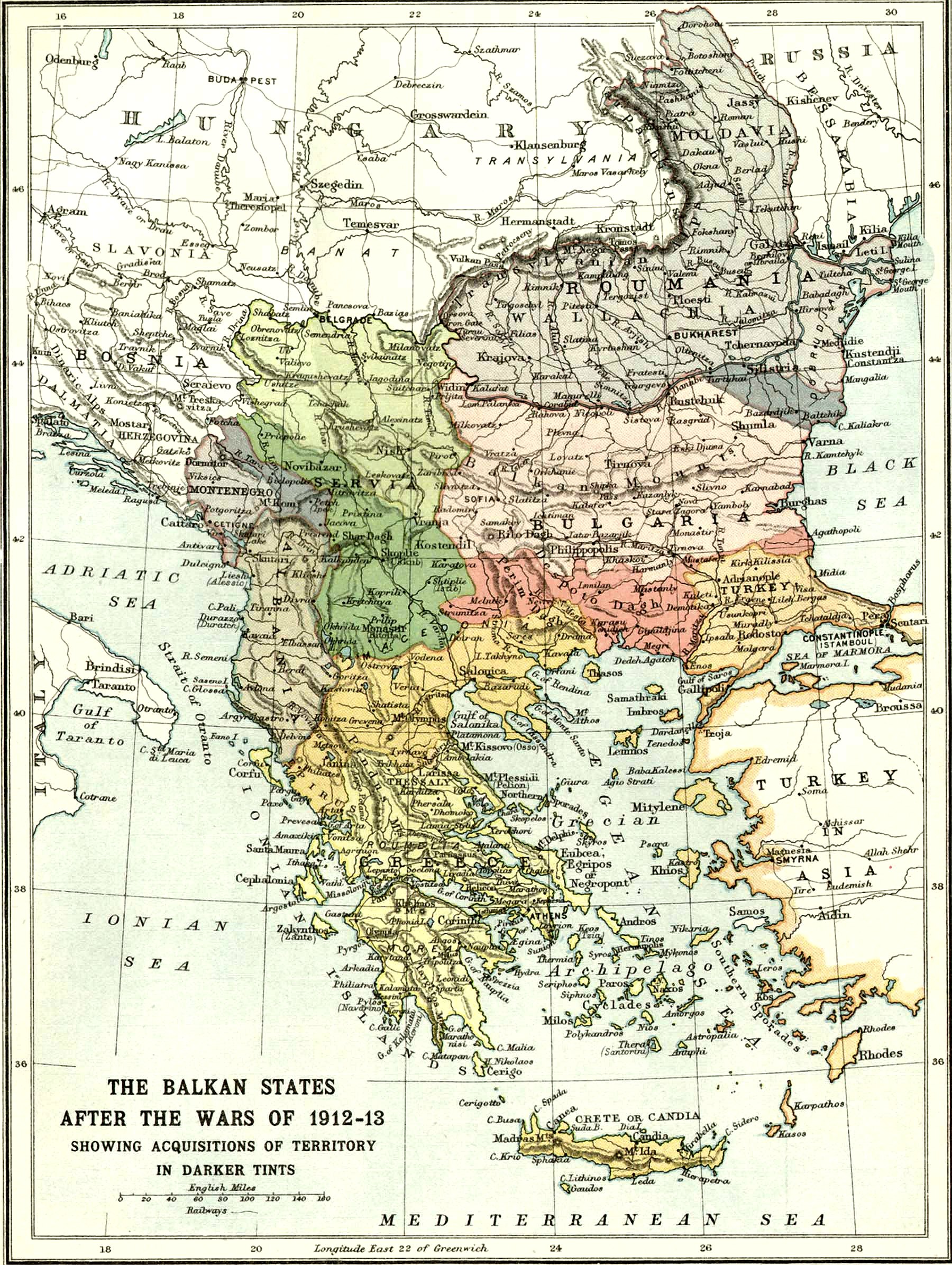
Mapas de 1913, Liga de los Balcanes, Mapas de Serbia durante las Guerras de los Balcanes, Mapas del Reino de Rumania, Mapas de la segunda guerra de los Balcanes, Mapas de la historia de Albania en tiempos modernos, Mapas de la historia de Bulgaria en tiempos modernos, Mapas de la historia de Grecia, Mapas de la historia de Montenegro en tiempos modernos, Mapas de la historia de los Balcanes modernos

La primera piedra de la alianza consistió en el acuerdo de defensa bilateral suscrito por Bulgaria y Serbia el 13 de marzo de 1912, cuando la guerra entre turcos e italianos estaba todavía en auge, y que dos meses después se convirtió en una alianza militar plena. Grecia, que había fracasado en 1897 al intentar doblegar a los turcos en solitario y también ambicionaba una parte del pastel no quiso quedarse atrás, por lo que propuso a su vez otra alianza defensiva a Bulgaria que se materializó tras la firma del Tratado de Sofía suscrito el 29 de mayo de 1912. Poco después, Bulgaria llegó a un acuerdo similar con Montenegro, completando así la red de alianzas en contra de Turquía.
En los últimos días de septiembre (menos de un mes antes de terminar el conflicto con los italianos) tanto los integrantes de la Liga como los comandantes del Imperio otomano en Europa movilizaron sus tropas. Montenegro declaró la guerra el 8 de octubre y el resto lo hizo nueve días después tras enviar un ultimátum a Constantinopla.
La guerra fue un éxito casi total para los ejércitos de la Liga, que cosecharon una victoria tras otra y conquistaron todos los dominios turcos en Europa, con excepción de Albania (que se rebeló por cuenta propia contra los otomanos, proclamando su independencia) y la franja de terreno en torno a Galípoli y Constantinopla. Sin embargo, esta fácil victoria resultó ser un caramelo envenenado, pues enseguida nacieron disputas internas entre quienes habían sido firmes aliados. Menos de un año después, Grecia y Serbia ayudados por Rumania e irónicamente por el Imperio otomano, atacaron a quien había conseguido conquistar más territorios en la campaña anterior: Bulgaria. Serbia y Grecia se repartieron entonces el control de Macedonia, Rumania ganó Dobruja Meridional y Turquía consiguió recuperar un buen pedazo de Tracia (incluida la importante plaza de Edirne) con relativa facilidad. Todos los países implicados volvieron a combatir entre sí por los mismos territorios tras el estallido de la Primera Guerra Mundial en 1914.